# Etuta
Etuta (en grec antic: Ἐτούτα) va ser una filla de Monuni, cap de la tribu dels dàrdans, que es va casar amb el rei Genci d'Il·líria, segons que diu Titus Livi.
Polibi explica que Genci era molt bevedor, cosa que posava de manifest el seu tarannà cruel i violent, que el portava a cometre grans excessos. Poc després del seu ascens al tron, l'any 169 aC, va matar el seu germà Plàtor, que estava compromès amb Etuta, la filla d'un príncep dels dàrdans, i s'hi va casar. Titus Livi diu que ho va fer per assegurar la descendència al tron, però que també era per gelosia cap al seu germà, ja que s'anava a casar amb Etuta. No va aconseguir cap aliança amb aquest casament, sinó que Genci es va aliar amb Perseu de Macedònia, enemic del seu sogre.
Posteriorment es va casar amb una altra princesa de nom Etleva, que va ser enviada captiva a Roma quan el van capturar.